# Ceracis dixiensis
Ceracis dixiensis es una especie de coleóptero de la familia Ciidae.

## Distribución geográfica
Se encuentra al Suroeste de los Estados Unidos y  México.